# Casa de Richard Henry Deming
La Casa de Richard Henry Deming es una casa histórica en la ciudad de Providence, la capital del estado de Rhode Island (Estados Unidos). 

## Descripción
Es una estructura de madera de dos y medio pisos, y es una de las mansiones de estilo Segundo Imperio más elaboradas en el vecindario Elmwood. Construida hacia 1870 para un rico comerciante de algodón, tiene un techo abuhardillado, capotas de ventanas con palometas y un porche delantero con una rica decoración. Ha conservado gran parte de su boiserie interior, a pesar de su conversión en apartamentos.
La casa fue incluida en el Registro Nacional de Lugares Históricos en 1980.